# AB private trust I
AB private trust I byl český svěřenský fond. Svěřenským správcem fondu byl Zbyněk Průša, současný ředitel společnosti Agrofert. Fond vlastnil 565 (89,97 %) z celkového počtu 628 akcií společnosti Agrofert a 100 % akcií společnosti SynBiol. Zakladatelem a obmyšleným fondu byl Andrej Babiš, který akcie do fondu vložil 3. února 2017.
Svěřenského správce jmenoval zakladatel a určil i jeho náhradníka. Jinak měla správce jmenovat rada protektorů, která měla tři členy. V radě protektorů fondu byly Babišova manželka Monika, člen představenstva Agrofertu Alexej Bílek a právník Agrofertu Václav Knotek. Hlavním účelem fondu byla dle jeho statutu správa akcií do něj zahrnutých, dalším účelem pak ochrana zájmů jeho zakladatele.
Ve veřejné části „Informačního systému evidence svěřenských fondů“ nebyly dostupné údaje o zakladateli a osobě obmyšlené majetkem fondu, protože k jejich zpřístupnění nebyl dán souhlas. V lednu 2025 fond zanikl, 89,97 % akcií Agrofertu a 100 % akcií SynBiolu přešlo zpátky na Andreje Babiše.
Zbývajících 63 akcií společnosti Agrofert vlastní svěřenský fond AB private trust II spravovaný Alexejem Bílkem. Také zakladatelem a obmyšleným tohoto fondu je Andrej Babiš, členy rady protektorů pak Monika Babišová, Zbyněk Průša a Václav Knotek.